# Síťová databáze
Síťová databáze je databázový model podobný hierarchickému databázovému modelu, který byl po dlouhou dobu takřka výhradně užívaným databázovým modelem. Na rozdíl od hierarchického databázového modelu poskytuje navíc vztahy více ku více, tedy jedna entita mohla mít více otců. Tato datová koncepce však byla v roce 1970 překonána relační koncepcí databáze. Také navíc umožňuje rekurzi, tedy entita může být otcem svému otci.
Nevýhodou využívání síťové databáze je její nepružnost a z toho vyplývající obtížná změna její struktury.
Z nejznámějších databázových systémů tento systém využíval například RDM Server, Integrated Data Store (IDS) a další.

## Síťová koncepce
- zdokonalení hierarchické koncepce
- přímá návaznost na hierarchickou koncepci
- naprosto převládala v komerčních databázových systémech 80. let.
- nejznámější produkt byl IDMS od firmy Culliname Corp.
- síťová struktura se modeluje pomocí tzv. Bachmanových diagramů (C. Bachmann tvůrce síťové koncepce)

## Základní konstruktory
Věta je souhrn vzájemně souvisejících datových položek.
Set je vztah mezi dvěma větami kardinality 1:N.
- je definován jménem, vlastnickou a členskou větou.
- ta na straně 1 se jmenuje věta vlastnická a na straně N věta členská.
- set má své výskyty.
- výskyt setu je dán výskytem konkrétního vlastníka a výskytem jeho členů

### Typy členství v setu
1. Automatické - výskyt členské věty nově vstupující do databáze je automaticky připojen k odpovídajícímu výskytu v setu.
  1. povinné - výskyt členské věty nemůže existovat v databází aniž je přiřazen k výskytu určité vlastnické věty
  2. volitelné - výskyt členské věty může existovat v databází aniž je přiřazen k výskytu určité vlastnické věty
2. Manuální - manuálně můžeme volně přesouvat výskyt věty do příslušného výskytu setu.
  1. povinné (viz výše)
  2. volitelné (viz výše)

- Singulární set – takový set, ve kterém je virtuální vlastník systém a tento set má pouze jeden výskyt členských vět (kompromisní prostředek, který umožňuje vložit do databáze plochou strukturu).
- vícečlenský set – set, který může mít více vět (nikoliv výskytu vět) za své členy
- rekurzivní set – pro řešení tzv. konceptuální smyčky, tzn. že daná věta je současně vlastníkem i členem síťové modelování

- 1:n vyjádřeny stavebním prvkem setu
- rekurzivní - nelze modelovat přímo, řeší se pomocí vazební (prázdné) věty
- m:n - se dá vyjádřit pomocí vazební věty